# Szatírtragopán
A szatírtragopán vagy csillagos tragopán (Tragopan satyra) a madarak osztályának tyúkalakúak (Galliformes) rendjébe és a fácánfélék (Phasianidae) családjába tartozó faj.

## Rendszerezése
A fajt Carl von Linné svéd természettudós írta le 1758-ban, a Meleagris nembe Meleagris Satyra néven.

## Előfordulása
Bhután, India, Nyugat-Kína Nepál és Tibet területén honos. Természetes élőhelyei a magashegységek mérsékelt övi erdők, 1800 és 3900 méter tengerszint feletti magasság között. Magassági vonuló.

## Megjelenése
Testhossza 72 centiméter, testtömege 1000-2200 gramm. A tojó kisebb.  A hím feje fekete és nyakán felfújható, kék színű bőrképletek vannak. Testalja vörös színű, mely feketén keretezett fehér pettyekkel van teleszórva. Ezek a torkán még csak apróak, míg teste többi részén egyre nagyobbak, farkának alja pedig cseresznyepiros. A finom fekete és barna mintázatú hátán is rengeteg petty van. A tojó barnás színű. 
|  |  |  |

## Életmódja
Füvekkel, rügyekkel, levelekkel és magvakkal táplálkozik. Magányosan él.

## Szaporodása
A költési időszaka május és június hónapban van. A hím dörgéssel udvarol a tojónak, a sikeres nász után, bokrokra vagy alacsony fákra, gallyakból építi fészkét. Fészekalja 4–8 tojásból áll.
A tojó mintegy 30 napig kotlik. Fiókái, mint a fácánféléknél mindenütt, fészekhagyók és kikelésük után pár órával már követik is anyjukat.
|  |

## Természetvédelmi helyzete
Az elterjedési területe még nagy, egyedszáma 6000-15000 példány közötti és csökken. A Természetvédelmi Világszövetség Vörös listáján mérsékelten fenyegetett fajként szerepel. A fakivágás és a vadászat veszélyezteti.